# Хамданиди
Хамданидите(на арабски: حمدانيون или Ḥamdānyūn) са арабска шиитска династия, управлявала Джазира (Северна Месопотамия, днес част от Турция, Сирия и Ирак) от края на IX век до 991 г. и северна Сирия (943 – 1004).. Известни са като добри войници и покровители на изкуствата и науката.
Династията произлиза от древното племе таглиби (Banu Taghlib), които са християни-монофизити преди разпространението на исляма и обитават северното междуречие на Тигър и Ефрат от VI век. За основател на рода се сочи таглибският предводител Хамдан ибн Хамдун, който въстава срещу Абасидския халифат в края на IX век. Неговите потомци успяват да затвърдят и легитимират властта си като наместници на халифа в Мосул. Най-могъщият сред тях е Насир ал Даула, който управлява емирата през 30-те до 60-те години на X век. Неговият брат, Сейф ал Даула, който се установява като самостоятелен владетел в Алепо, е не по-малко известен с тридесетгодишната си борба срещу византийската експанзия в Близкия изток. Началото на управлението му е белязано от политически и културен разцвет, благодарение на привличането на множество арабски поети и учени в двора му, но в крайна сметка Сейф ал Даула е разгромен от византийците, а след смъртта му (967 г.) Алепският емират се превръща в пионка на Византия и египетските Фатимиди. Мосулският емират губи самостоятелността си през 979 г., когато столицата му е завзета от иранските Буиди, а местните Хамданиди западат окончателно десетина години по-късно под натиска на по-силните си съседни племена. Алепските Хамданиди са прогонени от Мирдашидите в първите години на XI век.